# Össeby-Garns socken
Össeby-Garns socken i Uppland ingick i Vallentuna härad, ingår sedan 1971 i Vallentuna kommun och motsvarar från 2016 Össeby-Garns distrikt.
Socknens areal är 117,10 kvadratkilometer, varav 110,42 land. År 2000 fanns här 2 143 invånare. Godset Hakunge, en del av tätorten Karby, tätorten Brottby med Össeby kyrkoruin samt sockenkyrkan Össeby-Garns kyrka, ursprungligen Garns kyrka, ligger i socknen.  

## Administrativ historik
Össeby-Garns socken har medeltida ursprung under namnet Össeby socken. 1838 uppgick Garns socken i denna som då namnändrades till det nuvarande namnet. 
Vid kommunreformen 1862 övergick socknens ansvar för de kyrkliga frågorna till Össeby-Garns församling och för de borgerliga frågorna till Össeby-Garns landskommun. Landskommunen uppgick 1952 i Össeby landskommun som 1971 uppgick i Vallentuna kommun. Församlingen uppgick 2006 i Össeby församling.
1 januari 2016 inrättades distriktet Össeby-Garn, med samma omfattning som församlingen hade 1999/2000.  
Socknen har tillhört län, fögderier, tingslag och domsagor enligt vad som beskrivs i artikeln Vallentuna härad. De indelta soldaterna tillhörde Livregementets dragonkår, Livskvadronen, Livkompaniet. De indelta båtsmännen tillhörde Södra Roslags 2:a båtsmanskompani.

## Geografi
Össeby-Garns socken ligger nordost om Stockholm kring norra delen av Garnsviken.  Socknen är en höglänt starkt kuperad skogsbygd genomskuren av sjöfyllda sprickdalar som på vikingatiden bildat segelleder
. Sydöst om sjön Gissjön finns Vallentuna kommuns högsta punkt Rövarberget som når drygt 85 meter över havet .

## Fornlämningar
Från bronsåldern finns cirka 70 gravrösen och några skärvstenshögar. Från järnåldern finns 73 gravfält och fyra fornborgar. 13 runstenar finns bevarade.

## Namnet
Namnet (1303 Östy) betyder 'den östra byn'. Garn är ett äldre namn på Garnsviken.